# Низолио, Марио
Марио Низолио или Низолий (лат. Marius Nizolius; 1488, Брешелло — 1576, Саббьонета) — итальянский философ и гуманист эпохи Возрождения. Сторонник номинализма в философии.

## Биография
В течение нескольких лет учился и совершенствовался под покровительством графов Гамбара из Брешии. Когда его труды сделали его известным, он был приглашён князьями Фарнезе в Парму, чтобы давать публичные лекции по риторике, которые продолжал в течение многих лет.
Позже преподавал в университете Пармы.
Когда герцог Веспасиан Гонзага, покровитель литературы, основал в 1562 году университет в Саббьонете, Низолий был назначен его ректором. На церемонии открытия университета Низолий выступил с речью, которая была напечатана в Парме в 1563 году. Через несколько лет он потерял зрение, и удалился на родину, где и умер в 1576 году.

## Труды
Занимался языково-философскими исследованиями. Последователь Цицерона, считавший риторику основной интеллектуальной дисциплиной, пренебрегавший другими аспектами философской традиции. Выступал в поддержку диалектики слов (то есть, филологии и риторики) в качестве надлежащего изучения человека.
Прославился своим «Thesaurus Ciceronianus» (1535), словарём слов, используемых в трудах Цицерона.
Был восторженным поклонником чистоты и красноречия стиле Талли; со временем распространил свою привязанность к Цицерону с его языка к его философии, участвовал в острых дискуссиях в защиту Цицерона.
В ходе споров написал трактат «De veris Principiis et vera Ratione Philosophandi», в котором он категорически осуждал последователей схоластики.
Большим поклонником Низолия был Лейбниц.
Так, он с обширным собственным предисловием выпустил переиздание его De veris principiis et de vera ratione philosophandi (Парма, 1553) - под новым названием Antibarba rus philosophicus (1670), хотя в то время переиздания не были обычным явлением.